# Adilson Ferreira de Souza
Adilson Ferreira de Souza (Andradina, 1 september 1978), ook bekend onder de naam Popó, is een Braziliaans voetballer.